# 竹ヶ花古墳
竹ヶ花古墳（たけがはなこふん）は、現在の千葉県松戸市小根本に、かつて存在していた円墳である。

## 概要
昭和30年代頃まで松戸市役所の北東には、大きな台地が存在していた。同年代頃に市が調査したところ、約1500年前の貴重な円墳であったことが分かった。当時のこの一帯の地区名が竹ヶ花となっていたことから、竹ヶ花古墳と名づけられた。しかし、1955年（昭和30年）4月21日に開業した新京成電鉄線によって、既に一部が分断されていた。さらに東京都心まで1時間以内の通勤圏内だったことと、松戸駅を中心とする市街地が近かったことなどから、調査の数年前には同地区一帯の宅地化を伴う区画整理事業が始まっており、埋蔵品の出土と周辺墓地の移設の後に完全に姿を消した。